# 2017-es németországi szövetségi választás
|                          |                     |                     |                                   |                    |                                      |                                      |
| Listavezető              | Angela Merkel       | Martin Schulz       | Alexander Gauland és Alice Weidel | Christian Lindner  | Dietmar Bartsch és Sahra Wagenknecht | Katrin Göring-Eckardt és Cem Özdemir |
| ------------------------ | ------------------- | ------------------- | --------------------------------- | ------------------ | ------------------------------------ | ------------------------------------ |
| Párt neve                | CDU / CSU           | SPD                 | AfD                               | FDP                | Baloldali Párt                       | Zöldek                               |
| Szavazatok száma         | 15 317 344 32,9%    | 9 539 381 20,5%     | 5 878 115 12,6%                   | 4 999 449 10,7%    | 4 297 270 9,2%                       | 4 158 400 8,9%                       |
| Mandátumok               | Bundestag:246 / 631 | Bundestag:153 / 631 | Bundestag:94 / 631                | Bundestag:80 / 631 | Bundestag:69 / 631                   | Bundestag:67 / 631                   |
| Változás %-pont          | 8,6                 | 5,2                 | 7,9                               | 5,9                | 0,6                                  | 0,5                                  |
| Változás a mandátumokban | 62                  | 40                  | 94                                | 80                 | 5                                    | 4                                    |

Németországban 2017. szeptember 24-én szövetségi választást tartottak, hogy képviselőket válasszanak a legalább 598 tagú Bundestagba, a német szövetségi parlamentbe.
A választás utáni első felmérések szerint a szavazáson Angela Merkel kancellár pártja, a Kereszténydemokrata Unió (CDU) győzött, és így Merkel – Helmut Kohlhoz és Konrad Adenauerhez hasonlóan – egymás után negyedszer is Németország kancellárja lehet. A CDU, és a vele együtt kormányzó Szociáldemokrata Párt (SPD) által elért támogatás jelentősen csökkent azonban a korábbi, 2013-as választás óta és az SPD, mintegy 20 százalékot szerezve, a második világháború óta eltelt időszak legrosszabb eredményét érte el.
Mivel a szociáldemokraták kizárták az újabb kormánykoalíciókötést a CDU-val, így Angela Merkel pártjának, és bajor szövetségesének, a választáson szintén a korábbiaknál gyengébben szerepelt Bajor Keresztényszociális Uniónak (CSU) új kormányzó partnerek után kell nézniük. Az egyetlen lehetséges változat a Jamaica-koalíció, azaz a liberális FDP-vel és a Zöldekkel való szövetségkötés. A parlamentbe jutott két másik párttal, az AfD-vel, és a kommunista utódpárttal a CDU már előre kizárta az együttműködést.
Az előzetes eredmények szerint az 1948-ban született német szövetségi állam történetében először szélsőjobboldali párt is bekerült a Bundestagba, a bevándorlásellenes Alternatíva Németországért (AfD), és mindjárt a szövetségi parlament harmadik legjelentősebb ereje lett.
Az uniópártok (a CDU/CSU szövetség) győzelmének háttere: a 2013-as választás után a szövetség egy rövid időszakot kivéve megőrizte két számjegyű előnyét a közvélemény-kutatásokban.
2017 első hónapjaira az ekkor már Martin Schulz vezette Szociáldemokrata Párt (SPD), a hagyományos fő rivális, megközelítette a CDU/CSU-t. (A szövetség és az SPD is része a kormányzó koalíciónak, de a CDU/CSU adta a kancellárt, mert az előző választáson ők bizonyultak erősebbnek.) A 2017 tavaszán tartott schleswig-holsteini (május 7.) és saarlandi (március 26.) tartományi választás azonban egyértelműen azt jelezték, hogy a CDU ismét növelte előnyét az SPD-vel szemben.

## Háttér
A 2013-as választáson a korábban kormányzó koalíció – a CDU, a CSU és a Német Szabaddemokrata Párt (FDP) – nem tudott ismét többséget szerezni a parlamentben. Az FDP még az 5%-os parlamenti küszöböt sem érte el, és több, mint hat évtizedes története során először nem jutott be a Bundestagba. Ugyanakkor a CDU/CSU az 1990-es választás óta a legjobb eredményét érte el: a szavazatok 42%-át megszerezve övék lett a mandátumok csaknem 50%-a. A többség biztosítása érdekében nagykoalíciót alakítottak az SPD-vel, történetük folyamán harmadszor.
Az SPD 2017 márciusában választotta Martin Schulzot, az Európai Parlament korábbi elnökét vezetőjének és kancellárjelöltjének. Ezt követően az SPD támogatottsága jelentősen emelkedett, majd gyorsan újra visszaesett.

## Dátuma
A német törvények szerint a Bundestag választásait vasárnapi napon kell tartani, 46-48 hónappal a hivatalban lévő parlament első ülése után. Mivel a 2013-ban megválasztott testület először október 22-én ült össze, a választást a 2017. augusztus 27. és október 22. közti időszakra kellett kiírni. Hagyománnyá az vált a legutóbbi választás során, hogy a voksolást szeptember végén tartják, hogy ne essen egybe az őszi iskolai szünettel. Elméletileg előbb is lehetne választást tartani Németországban, de csak bizonyos rendkívüli körülmények előálltának az esetén, például ha a kormány elveszít egy bizalmi szavazást.
2017 januárjában a választást szeptember 24-ére írták ki.

## A választási rendszer
A Bundestagban – amelynek jelenleg 630 tagja van – legalább 598 tagot választanak közvetlenül, négy évre, egyszerű többségi szavazással (angolul first-past-the-post) a 299 német választókerületből, illetve pártlistán. Ezek a mandátumok a 16 német szövetségi állam között oszlanak meg népességarányosan. A választókerületekben egyszerű többségi szavazás van, a legtöbb szavazatot szerző jelölt nyer.
A szavazatokat vegyes arányos képviseleti rendszerben (Mixed-member proportional representation vagy MMP) osztják el. Minden voksoló két szavazatot adhat le: az elsőt egy jelöltre és a másodikat egy pártra. A pártlistás szavazatokat a Webster/Sainte-Laguë módszer segítségével osztják szét. Ha egy párt több mandátumhoz jut, mint amennyit a listás szavazati aránya indokolna, a többi párt kompenzációs mandátumokat kap az összesen 299 listás mandátumon felül.
A pártok minden egyes államban állíthatnak listát, ha megfelelnek bizonyos kritériumoknak, például elérnek egy bizonyos támogatószámot. Egy párt csak abban az államban kaphatja a második szavazatot, ahol listát állított.
Ha egy párt egyéni választókerületi sikerei révén több mandátumot szerez egy államban, mint amennyit a listás szavazati alapján érdemelne ki, a többi párt kompenzációs mandátumokat kap. Emiatt a Bundestagnak általában több tagja van 598-nál. A 18. Bundestag például, amely a 2017-es választás előtt működött, 631 tagú volt, az összesen 33 extra választókerületi és kompenzációs mandátum miatt.
Ahhoz, hogy egy párt jogosult legyen mandátumokra a második szavazat alapján, nyernie kell legalább három választókerületben, vagy országosan meg kell szereznie a második szavazatok 5 százalékát. Ha egy párt nyer 1-2 egyéni választókerületben és nem éri el az 5 százalékot, megtarthatja az elnyert mandátumokat, de a többi párt, amelyek teljesítették a két feltétel legalább egyikét, kompenzációs mandátumokat kap. (Ilyen legutóbb 2002-ben történt, amikor a Demokratikus Szocializmus Pártja országosan csak 4 százalékos eredményt ért el, de Berlinben két egyéni körzetben győztek a jelöltjei.)
A nemzeti kisebbségek pártjai – dánok, frízek, szorbok és a Romani – mentesültek az 5 százalékos szabály alól, de rendesen csak egyes államokban indulnak.

## Pártok és vezetőik
A választáson részt vevő fő pártok a következők:
| Párt                                              | Párt                                                    | Párt                                            | Ideológiája                                      | Politikai pozíciója         | Vezető(i)                          |
| ------------------------------------------------- | ------------------------------------------------------- | ----------------------------------------------- | ------------------------------------------------ | --------------------------- | ---------------------------------- |
|                                                   | Kereszténydemokrata Unió Christlich Demokratische Union | CDU                                             | Kereszténydemokrácia, liberális konzervativizmus | Jobbközép                   | Angela Merkel                      |
| Keresztényszociális Unió Christlich-Soziale Union | CSU                                                     | Bajor regionális politika, kereszténydemokrácia | Jobbközép                                        | Horst Seehofer              |                                    |
|                                                   | Szociáldemokrata Párt Sozialdemokratische Partei        | SPD                                             | Szociáldemokrácia, progresszivizmus              | Balközép                    | Martin Schulz                      |
|                                                   | Baloldali Párt ("A Bal") Die Linke                      | Linke                                           | Demokratikus szocializmus, baloldali populizmus  | Baloldal                    | Sahra Wagenknecht, Dietmar Bartsch |
|                                                   | Szövetség ’90/Zöldek Bündnis 90/Die Grünen              | Grüne                                           | Zöld politika                                    | Balközép                    | Cem Özdemir, Simone Peter          |
|                                                   | Szabaddemokrata Párt Freie Demokratische Partei         | FDP                                             | Liberalizmus, klasszikus liberalizmus            | Centrizmus – jobbközép      | Christian Lindner                  |
|                                                   | Alternatíva Németországért Alternative für Deutschland  | AfD                                             | Jobboldali populizmus, euroszkepticizmus         | Jobboldal – szélsőjobboldal | Frauke Petry, Jörg Meuthen         |

### A kancellárjelöltek
A pártok a német választásra kijelölnek olyan politikusokat, akik a választási versenyben, a párt szövetségi listáján, vezetik őket, ők a kampány kulcsfigurái. A két legnagyobb párt vezetője (szövetségi szinten a CDU és az SPD) kancellárjelöltek. A kancellárjelölti, vagy fő jelölti pozíció nem jogi, hanem politikai kategória, hiszen a német kancellárt nem közvetlenül választják, hanem a választást követően a Bundestag képviselői szavazzák meg. Politikai értelemben azonban a kancellárjelölt kiválasztásának alapvető jelentősége van, hiszen a választók annak a tudatában szavaznak, hogy nem csak pártok, hanem a jövendő kancellár személyéről is voksolnak.
Mivel a CDU-CSU szövetség, illetve az SPD szerzi várhatóan a legtöbb szavazatot, az ő vezetőiket tekintik kancellárjelölteknek. Ez azonban nem jelent jogi kötelezettséget, a Bundestag akár mást is megválaszthat kancellárnak.

## Közvélemény-kutatások 2013 óta
Ez a grafikon a közvélemény-kutatások eredményeit mutatja 2013 szeptemberétől, a legutóbbi választástól.

## A lehetséges koalíciók
Németországban nagyon ritka, hogy egy párt abszolút többséget kapjon, és a közvélemény-kutatások alapján ez most is valószínűtlen. Ez azt jelenti, hogy akárki is a kancellár, valószínűleg koalíciót kell létrehoznia a kormányzáshoz.
Valamennyi számba jöhető párt kizárta a koalíciókötést az AfD-vel. A CDU/CSU és az FDP kizárta a koalíciót a Baloldali Párttal. Az elemzők azt is nagyon valószínűtlennek tartják, hogy az SPD vagy a Zöldek koalícióra lépnének a Baloldali Párttal, bár hivatalosan ezt nem zárták ki.
A közvélemény-kutatások alapján a választás előtt kétféle stabil koalíció látszott lehetségesnek. Az egyik, ha fennmarad a nagykoalíció, azaz a két legnagyobb párt, a CDU/CSU és az SPD közös kormányzása. (Ezt azonban az SPD a választás után azonnal kizárta.) A másik az úgynevezett Jamaica-koalíció, amely arról kapta a nevét, hogy a benne részt vevő pártok színei kiadják Jamaica nemzeti színeit. Ezek a pártok: a CDU/CSU, a Zöldek és az FDP. Egy fekete-sárga koalíció (CDU/CSU és FDP), illetve egy fekete-zöld koalíció (CDU/CSU és Zöldek) várhatóan nem érne el többséget. Mivel mindezen variációkban a CDU/CSU lenne a legnagyobb párt, már a választás előtt látszott, hogy Angela Merkel minden bizonnyal negyedszer egymás után is megszerzi a kancellári pozíciót.
Eleve valószínűtlennek látszott, hogy az SPD vezetésével alakul kormánykoalíció, amelynek kancellárja Martin Schulz lenne. Egy SPD-Zöldek szövetség (vörös-zöld koalíció) jóval kevesebb mandátummal rendelkezne, mint a többség. Hasonlóképp valószínűtlen egy vörös-vörös-zöld koalíció is, amelyben a Baloldali Párt is részt venne, egyrészt mert vegy ilyen szövetség sem rendelkezne többséggel, másrészt pedig a pártok közt lényeges ideológiai véleményeltérések vannak. Ugyanez lenne igaz egy közlekedésilámpa-koalícióra, azaz egy SPD-FDP-Zöldek szövetségre.

## Részvétel
|                                  |            | jogosultak arányában | szavazók arányában |
| -------------------------------- | ---------- | -------------------- | ------------------ |
| Választójogosult                 | 61 688 485 |                      |                    |
| Szavazó                          | 46 976 341 | 76,15%               |                    |
| Távolmaradó                      | 14 712 144 | 23,85%               |                    |
|                                  |            |                      |                    |
| érvénytelen / hiányzó szavazólap |            |                      |                    |
| választókerületi szavazás        | 586 726    | 0,95%                | 1,25%              |
| listás szavazás                  | 460 849    | 0,75%                | 0,98%              |
|                                  |            |                      |                    |

A 62 millió szavazásra jogosult polgárból 47 millió vett részt a választáson (76%). A részvételi arány némileg magasabb mint négy évvel korábban (+4,6%). A voksok közül a választókerületekben közel 590 ezer, a listák esetében pedig 460 ezer volt érvénytelen (1,2-1,0%).
A legmagasabb a választói kedv Baden-Württembergben és Bajorországban (78-78%), míg a legalacsonyabb Szász-Anhalt, Bréma, illetve Mecklenburg-Elő-Pomeránia tartományokban volt (68-71-71%).
| Részvételi adatok tartományonként | Részvételi adatok tartományonként | Részvételi adatok tartományonként | Részvételi adatok tartományonként |
| Tartomány                         | Választó- jogosult                | Szavazó                           | Részvétel                         |
| --------------------------------- | --------------------------------- | --------------------------------- | --------------------------------- |
| Baden-Württemberg                 | 7 732 597                         | 6 053 943                         | 78,29%                            |
| Bajorország                       | 9 522 371                         | 7 441 006                         | 78,14%                            |
| Berlin                            | 2 503 070                         | 1 892 134                         | 75,59%                            |
| Brandenburg                       | 2 051 559                         | 1 512 145                         | 73,71%                            |
| Bréma                             | 474 151                           | 335 919                           | 70,71%                            |
| Hamburg                           | 1 296 656                         | 984 926                           | 75,96%                            |
| Hessen                            | 4 408 986                         | 3 395 587                         | 77,01%                            |
| Mecklenburg-Elő-Pomeránia         | 134 614                           | 938 587                           | 70,86%                            |
| Alsó-Szászország                  | 6 124 582                         | 4 681 871                         | 76,44%                            |
| Észak-Rajna-Vesztfália            | 13 174 577                        | 9 938 461                         | 75,44%                            |
| Rajna-vidék-Pfalz                 | 3 080 591                         | 2 392 093                         | 77,65%                            |
| Saar-vidék                        | 777 264                           | 595 411                           | 76,60%                            |
| Szászország                       | 3 329 550                         | 2 509 684                         | 75,38%                            |
| Szász-Anhalt                      | 1 854 891                         | 1 263 474                         | 68,12%                            |
| Schleswig-Holstein                | 2 266 012                         | 1 729 194                         | 76,31%                            |
| Türingia                          | 1 767 014                         | 1 312 052                         | 74,25%                            |
| Összesen                          | 61 688 485                        | 46 976 341                        | 76,15%                            |

## Eredmények

CDU
SPD
AfD
FDP
Linke
Grüne
NPD

| Párt                                                                                          | Párt                             | Párt                             | Választókerületek | Választókerületek | Listás     | Listás | Képviselők | Képviselők |
| Párt                                                                                          | Párt                             | Párt                             | szavazat          | %                 | szavazat   | %      | fő         | +/–        |
| --------------------------------------------------------------------------------------------- | -------------------------------- | -------------------------------- | ----------------- | ----------------- | ---------- | ------ | ---------- | ---------- |
|                                                                                               |                                  |                                  |                   |                   |            |        |            |            |
|                                                                                               |                                  | Kereszténydemokrata Unió (CDU)   | 14 030 751        | 30,2%             | 12 447 656 | 26,8%  | 200        | –55        |
|                                                                                               | Keresztényszociális Unió (CSU)   | 3 255 487                        | 7,0%              | 2 869 688         | 6,2%       | 46     | –10        |            |
| CDU és CSU együtt                                                                             | CDU és CSU együtt                | CDU és CSU együtt                | 17 286 238        | 37,3%             | 15 317 344 | 32,9%  | 246        | –65        |
|                                                                                               |                                  |                                  |                   |                   |            |        |            |            |
|                                                                                               | Szociáldemokrata Párt (SPD)      | Szociáldemokrata Párt (SPD)      | 11 429 231        | 24,6%             | 9 539 381  | 20,5%  | 153        | –40        |
|                                                                                               | Alternatíva Németországért (AfD) | Alternatíva Németországért (AfD) | 5 317 499         | 11,5%             | 5 878 115  | 12,6%  | 94         | Új         |
|                                                                                               | Szabaddemokrata Párt (FPD)       | Szabaddemokrata Párt (FPD)       | 3 249 238         | 7,0%              | 4 999 449  | 10,7%  | 80         | Új         |
|                                                                                               | Baloldali Párt (Linke)           | Baloldali Párt (Linke)           | 3 966 637         | 8,6%              | 4 297 270  | 9,2%   | 69         | +5         |
|                                                                                               | Szövetség ’90/Zöldek (Grüne)     | Szövetség ’90/Zöldek (Grüne)     | 3 717 922         | 8,0%              | 4 158 400  | 8,9%   | 67         | +4         |
|                                                                                               | Freie Wähler                     | Freie Wähler                     | 589 056           | 1,3%              | 463 292    | 1,0%   | 0          |            |
|                                                                                               | Die Partei                       | Die Partei                       | 245 659           | 0,5%              | 454 349    | 1,0%   | 0          |            |
|                                                                                               | Tierschutzpartei                 | Tierschutzpartei                 | 22 917            | <0,1%             | 374 179    | 0,8%   | 0          |            |
|                                                                                               | további pártok                   | további pártok                   | 565 218           | 1,2%              | 1 033 713  | 2,2%   | 0          |            |
|                                                                                               |                                  |                                  |                   |                   |            |        |            |            |
| Forrás: Bundestagswahl 2017 (német nyelven). Bundeswahlleiter. (Hozzáférés: 2018. június 21.) |                                  |                                  |                   |                   |            |        |            |            |

| Párt     | Párt                           | Választókerületek | Választókerületek | Listás     | Listás |
| Párt     | Párt                           | Szavazat          | Arány             | Szavazat   | Arány  |
| -------- | ------------------------------ | ----------------- | ----------------- | ---------- | ------ |
|          | Kereszténydemokrata Unió (CDU) | 14 030 751        | 36,0%             | 12 447 656 | 31,8%  |
|          | Keresztényszociális Unió (CSU) | 3 255 487         | 44,2%             | 2 869 688  | 38,9%  |
| Összesen | Összesen                       | 17 286 238        | 37,3%             | 15 317 344 | 32,9%  |

- CDU
- SPD
- AfD
- FDP
- Linke
- Grüne
- NPD